# 周樂
周乐，元朝温州瑞安（今浙江省瑞安市）人。
周乐是宋朝状元周坦之后，父亲周日成，通晓经书能写文章。海盗占据温州，抓住周日成安置在海船上，周乐随同前往，事奉其父非常恭谨。一天海盗首领派人把周日成沉入于水中，周乐哭着请求：“我有祖母，请求留下我父侍养祖母，请用我代替父亲死。”海盗不听，周乐抱着父亲不忍舍弃，于是父子同死。